# Viscount Powerscourt
Viscount Powerscourt (/ˈpɔːrzkɔːrt/) ist ein erblicher britischer Adelstitel, der dreimal in der Peerage of Ireland verliehen wurde.
Der Titel ist nach dem historischen Stammsitz der Viscounts, Powerscourt House bei Enniskerry im County Wicklow, benannt. Heutiger Familiensitz ist Tara Beg im County Meath.

## Verleihungen und nachgeordnete Titel
Der Titel wurde erstmals am 19. Februar 1618 an Richard Wingfield verliehen. Er war von 1613 bis 1614 und von 1622 bis 1625 Chief Governor of Ireland. Da er keine Söhne hatte, erlosch der Titel bei seinem Tod am 9. September 1634.
Am 22. Februar 1665 wurde der Titel in zweiter Verleihung für den Abgeordneten im irischen Unterhaus Folliott Wingfield neu geschaffen. Er war ein Urgroßneffe zweiten Grades des Viscounts erster Verleihung. Dieser Titel erlosch, als er am 17. Februar 1717 kinderlos starb.
In dritter Verleihung wurde der Titel am 4. Februar 1744 für Richard Wingfield neu geschaffen. Er war ein Neffe zweiten Grades des Viscounts zweiter Verleihung. Zusammen mit der Viscountwürde wurde ihm, ebenfalls in der Peerage of Ireland, der nachgeordnete Titel Baron Wingfield, of Wingfield in the County of Wexford, verliehen. Dem 7. Viscount wurde am 27. Juni 1885 zudem der Titel Baron Powerscourt, of Powerscourt in the County of Wicklow, verliehen. Dieser Titel gehört zur Peerage of the United Kingdom und war im Gegensatz zu den irischen Titeln bis 1999 mit einem Sitz im britischen House of Lords verbunden. Heutiger Titelinhaber ist seit 2015 Mervyn Wingfield, 11. Viscount Powerscourt.

## Liste der Viscounts Powerscourt

### Viscounts Powerscourt, erste Verleihung (1618)
- Richard Wingfield, 1. Viscount Powerscourt (1550–1634)

### Viscounts Powerscourt, zweite Verleihung (1665)
- Folliott Wingfield, 1. Viscount Powerscourt (1642–1717)

### Viscounts Powerscourt, dritte Verleihung (1744)
- Richard Wingfield, 1. Viscount Powerscourt (1697–1751)
- Edward Wingfield, 2. Viscount Powerscourt (1729–1764)
- Richard Wingfield, 3. Viscount Powerscourt (1730–1788)
- Richard Wingfield, 4. Viscount Powerscourt (1762–1809)
- Richard Wingfield, 5. Viscount Powerscourt (1790–1823)
- Richard Wingfield, 6. Viscount Powerscourt (1815–1844)
- Mervyn Wingfield, 7. Viscount Powerscourt (1836–1904)
- Mervyn Wingfield, 8. Viscount Powerscourt (1880–1947)
- Mervyn Wingfield, 9. Viscount Powerscourt (1905–1973)
- Mervyn Wingfield, 10. Viscount Powerscourt (1935–2015)
- Mervyn Wingfield, 11. Viscount Powerscourt (* 1963)

Mutmaßlicher Titelerbe (Heir Presumptive) ist der Onkel des aktuellen Titelinhabers Hon. Guy Wingfield (* 1940).